# Oggetti non stellari nella costellazione del Triangolo Australe
Principali oggetti non stellari visibili nella costellazione del Triangolo Australe.

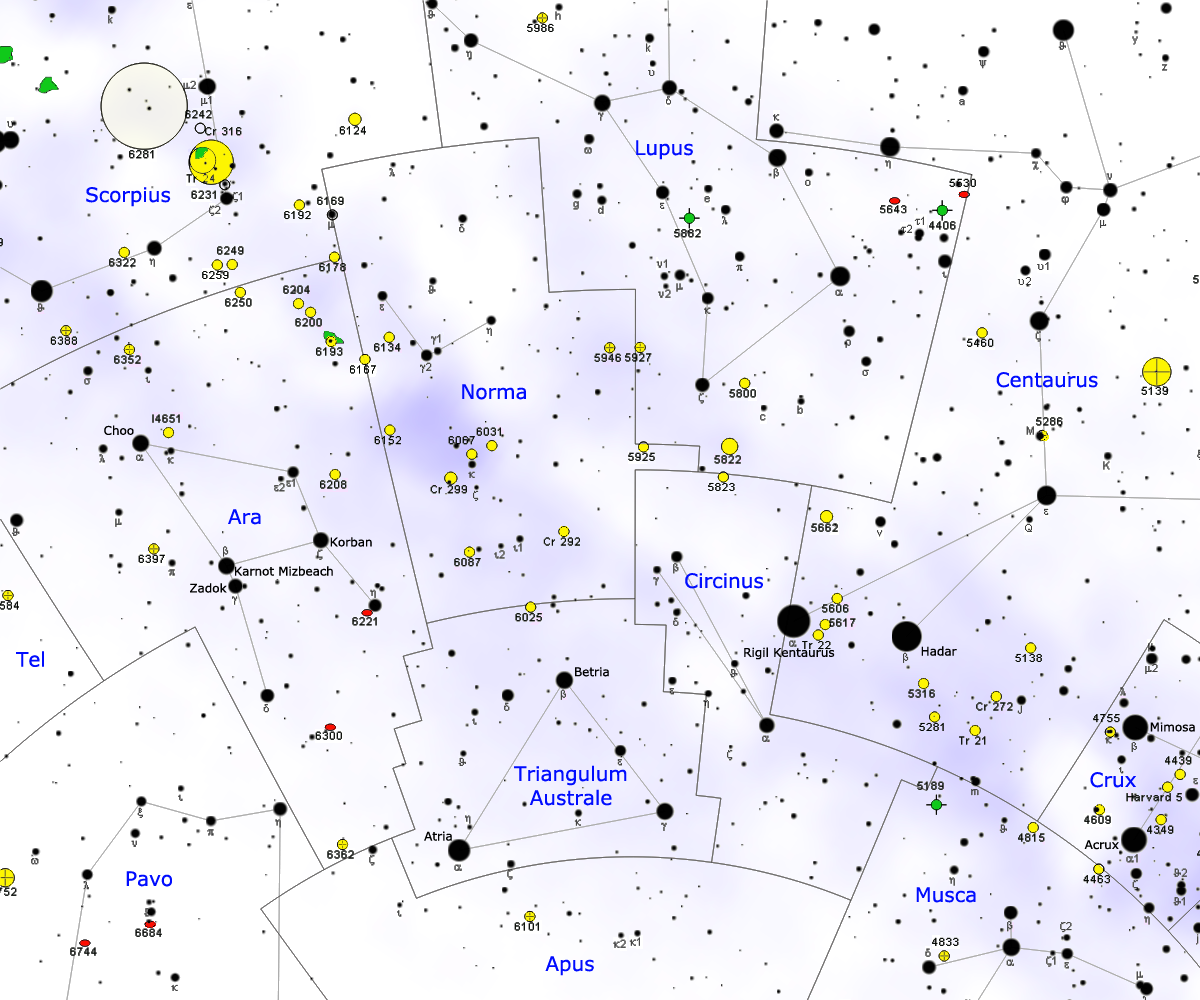
Mappa della costellazione del Triangolo Australe.

## Ammassi aperti
- NGC 6025

## Galassie
- ESO 137-001
- NGC 6156

## Nebulose planetarie
- NGC 5979